# Biophida unicolor
Biophida unicolor là một loài bọ cánh cứng trong họ Scraptiidae. Loài này được Pascoe miêu tả khoa học năm 1860.